# Mmusi Maimane
Mmusi Aloysias Maimane (Krugersdorp, 6 de junho de 1980) é um político, empresário e líder sul-africano. Maimane também foi o ex-líder do partido político da oposição Aliança Democrática(DA) de 10 de maio de 2015 a 23 de outubro de 2019 e o ex-líder da oposição na Assembleia Nacional da África do Sul de 29 de maio de 2014 a 24 de outubro de 2019. Em 2011, foi eleito candidato a prefeito de Joanesburgo pelo DA nas eleições municipais de 2011. Naquela eleição, Maimane ajudou a aumentar a base de eleitores do partido, mas não foi eleito prefeito. Posteriormente, ele serviu como Líder da Oposição Oficial no Conselho da Cidade de Joanesburgo até maio de 2014. Além de sua carreira política, ele também é pastor e presbítero na Liberty Church.
Ele formou o One South Africa Movement em 2020. Mmusi Maimane lançou este novo partido político em 24 de setembro de 2022.

## Infância e educação
Maimane nasceu em 6 de junho de 1980 no Hospital Leratong em Krugersdorp. Sua mãe, Ethel Maimane, cresceu em Cofimvaba, no Cabo Oriental, e é descendente de Xhosa no clã Sidloyi. Seu pai, Simon Maimane, nasceu em Soweto, e é descendente de Tswana no clã Bafokeng. Seus pais se conheceram em 1977 e se casaram em 1980 em Dobsonville, Soweto.
Maimane cresceu em Soweto e frequentou a Raucall e depois a Allen Glen High School, onde se matriculou em 1997. Maimane formou-se na Universidade da África do Sul em Psicologia, na Universidade de Witwatersrand com mestrado em Administração Pública e na Universidade de Bangor no País de Gales com mestrado em Teologia.

## Início de carreira

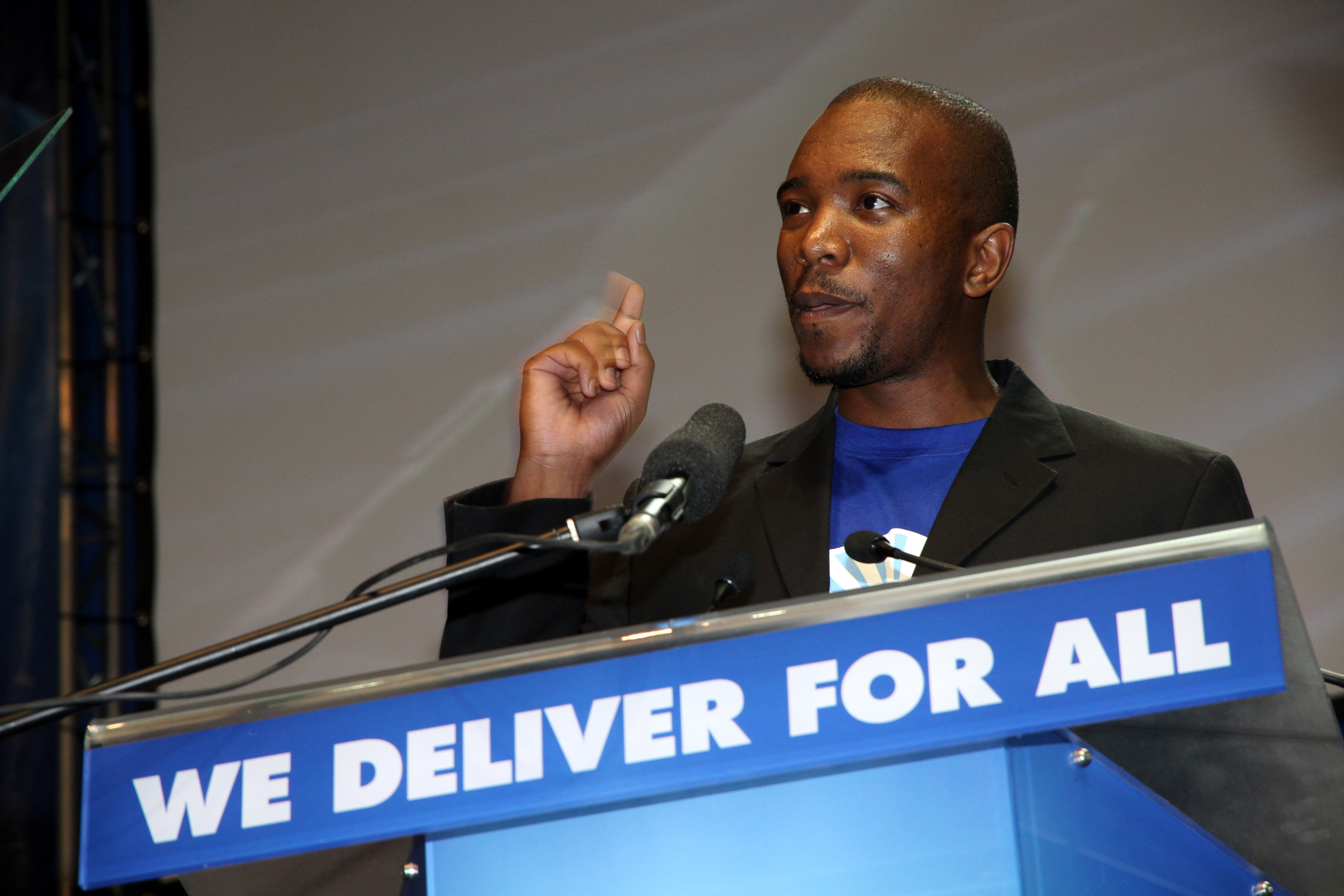
Maimane, como candidato a prefeito, fazendo um discurso em março de 2011

Em 2010, ele derrotou o contendor Vasco da Gama para ser eleito candidato a prefeito de Joanesburgo diante de um painel de 30 pessoas, incluindo a líder do partido e primeira-ministra do Cabo Ocidental, Helen Zille.
O DA alcançou 34,6% dos votos nas eleições de 2011 para o governo local em Joanesburgo, com 752.304 votos. Ele liderou um caucus de 90 membros dos 260 assentos na Câmara Municipal de Joanesburgo. A cadeira de prefeito foi conquistada pelo ANC e Maimane assumiu o cargo de Líder da Oposição Oficial.
No Congresso Federal DA 2012, Maimane foi eleito vice-presidente federal do partido, à frente de outros oito candidatos.

## Carreira legislativa
Nas eleições de 2014 em Baliskis em Alexandra . Dois oponentes se juntaram à corrida interna: o porta-voz da DA Gauteng Health, Jack Bloom, e o desconhecido Vaughan Reineke. Ele emergiu como o candidato DA Gauteng Premier devidamente eleito em 9 de agosto de 2013. Em 12 de setembro, Maimane fez o primeiro discurso público de sua candidatura nos gramados dos Union Buildings em Pretória.
Antes das eleições nacionais de 2014, Mmusi apareceu em um anúncio político intitulado "Ayisafani", que sugeria que o ANC, sob a liderança de Jacob Zuma, havia caído em desgraça. O anúncio foi banido pela South African Broadcasting Corporation (SABC) depois que foi ao ar nos dias 8 e 9 de abril, com base no fato de que o anúncio incitava a violência. O DA apresentou uma queixa à Autoridade Independente de Comunicações da África do Sul (ICASA) e foi realizada uma audiência pública. O DA e a SABC chegaram a um acordo em 16 de abril, após o qual a emissora voltou a exibir o anúncio. Enquanto o DA aumentou sua parcela de votos em Gauteng nas eleições de 2014, o ANC manteve o controle da província com Maimane perdendo para David Makhura. Depois disso, Maimane optou por não servir na legislatura provincial e, em vez disso, foi empossado como membro da Assembleia Nacional da África do Sul.

### Assembleia Nacional
A bancada parlamentar do DA se reuniu em 29 de maio de 2014 para decidir sobre a nova liderança parlamentar. Maimane foi o único candidato ao cargo de Líder da Oposição na Assembleia Nacional e foi eleito sem oposição, tornando-se o primeiro negro a ocupar o cargo na história da África do Sul.

## Liderança da Aliança Democrática (2015-2019)

### Eleição de liderança
Em 10 de maio de 2015, Maimane foi eleito líder do DA no congresso federal de 2015 do partido em Port Elizabeth. No processo, ele derrotou o presidente do partido, Wilmot James, com quase 90% dos votos. Ele sucedeu Zille como líder do partido e se tornou o primeiro sul-africano negro a liderar o DA, bem como seu líder mais jovem até hoje.

### Helen Zille controvérsia colonialismo
Em março de 2017, a ex-líder do DA, Helen Zille, argumentou em uma série de tweets que alguns elementos do legado colonial da África do Sul deram uma contribuição positiva ao país. Zille posteriormente pediu desculpas à luz da indignação gerada, e Maimane encaminhou o assunto para um processo disciplinar do DA. Vários comentaristas exortaram Zille a renunciar ou ser demitido do cargo de primeiro-ministro do Cabo Ocidental.

### Outras atividades
Em outubro de 2015, Maimane foi vaiado e expulso do campus da Universidade da Cidade do Cabo quando tentou se dirigir a estudantes que protestavam contra o aumento das taxas, e posteriormente foi criticado por membros mais jovens de seu próprio partido. por não mostrar solidariedade suficiente com os estudantes que protestavam contra os aumentos.
Em janeiro de 2016, Maimane estabeleceu uma nova postura do DA sobre a questão do racismo, na qual convocou os racistas a não votarem no DA e elaborou uma carta sobre o racismo com a qual todos os novos membros do DA teriam que se comprometer. Ele também anunciou que o DA introduziria metas de equidade quando selecionasse candidatos para cargos públicos, a fim de tornar o partido mais diversificado e refletindo o país como um todo.
Em abril de 2018, o DA adotou uma proposta de Maimane para incluir uma cláusula sobre diversidade em sua constituição, embora a redação da versão original de Maimane tenha sido alterada com base em sugestões dos deputados Michael Cardo e Gavin Davis. Entre as mudanças sugeridas, estava uma rejeição explícita de cotas baseadas em raça, defendendo a "diversidade de pensamento".
Em setembro de 2018, relatórios especulavam que Maimane concorreria à indicação do DA como candidato a Premier do Cabo Ocidental nas eleições de 2019. A porta-voz de Maimane, Portia Adams, disse que Maimane estava "discutindo a candidatura com estruturas partidárias" e que nenhuma decisão final foi tomada sobre o assunto. Em 18 de setembro, o promotor anunciou que Maimane "decidiu recusar o pedido para que ele se apresentasse como candidato do promotor a primeiro-ministro do Cabo Ocidental"; Maimane anunciou Alan Winde como candidato do partido em entrevista coletiva no dia seguinte.

### Eleições gerais de 2019 e queda na votação da Aliança Democrática

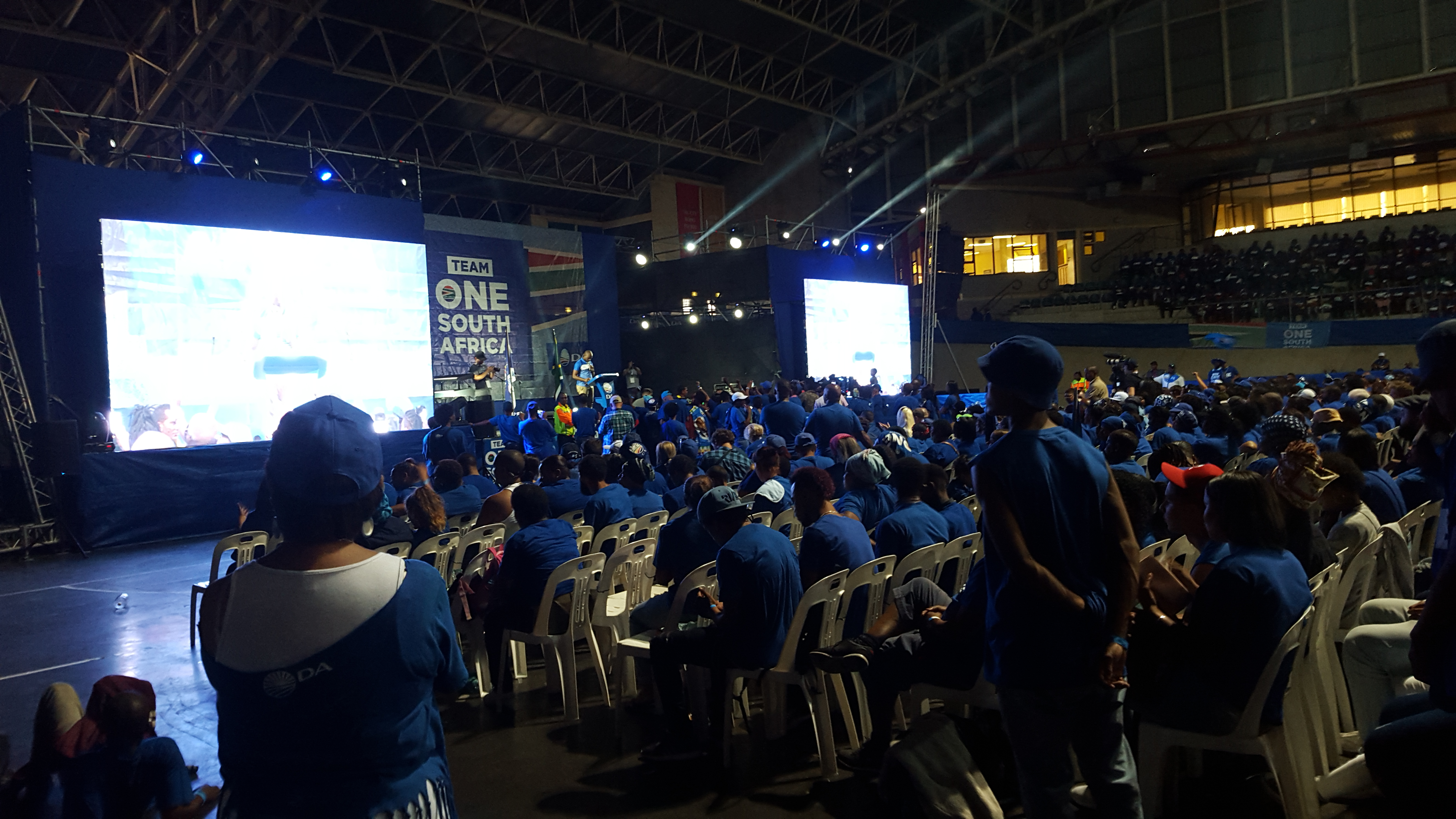
Mmusi Maimane fazendo um discurso no lançamento em março de 2019

As eleições gerais de 2019 apresentaram a Maimane sua primeira disputa nas eleições gerais como líder do partido do DA. Pesquisas de opinião publicadas antes do dia da eleição sugeriam que o DA perderia apoio. Funcionários do partido desacreditaram essas pesquisas e alegaram que as próprias pesquisas internas do partido sugeriam crescimento eleitoral. A campanha eleitoral do partido foi prejudicada por diversas polêmicas.
Em 8 de maio de 2019, o DA enfrentou seu primeiro declínio nas eleições gerais de sua história. Analistas sugeriram que o declínio foi causado pela fraca liderança de Maimane. O partido estagnou em algumas áreas, enquanto perdeu apoio ao conservador Freedom Front Plus (FF+) em outras áreas. Na Assembleia Nacional, o partido perdeu cinco assentos parlamentares. O DA teve desempenho inferior e perdeu apoio em Gauteng, uma província da qual se esperava que o partido ganhasse o controle por meio de um governo de coalizão. O DA declinou em seu reduto tradicional de Cabo Ocidental. Apesar do declínio a nível nacional e em algumas províncias, o partido conseguiu crescer no Free State, Northern Cape e KwaZulu-Natal, conquistando mais um assento em cada uma das respectivas legislaturas provinciais.

### Renúncia

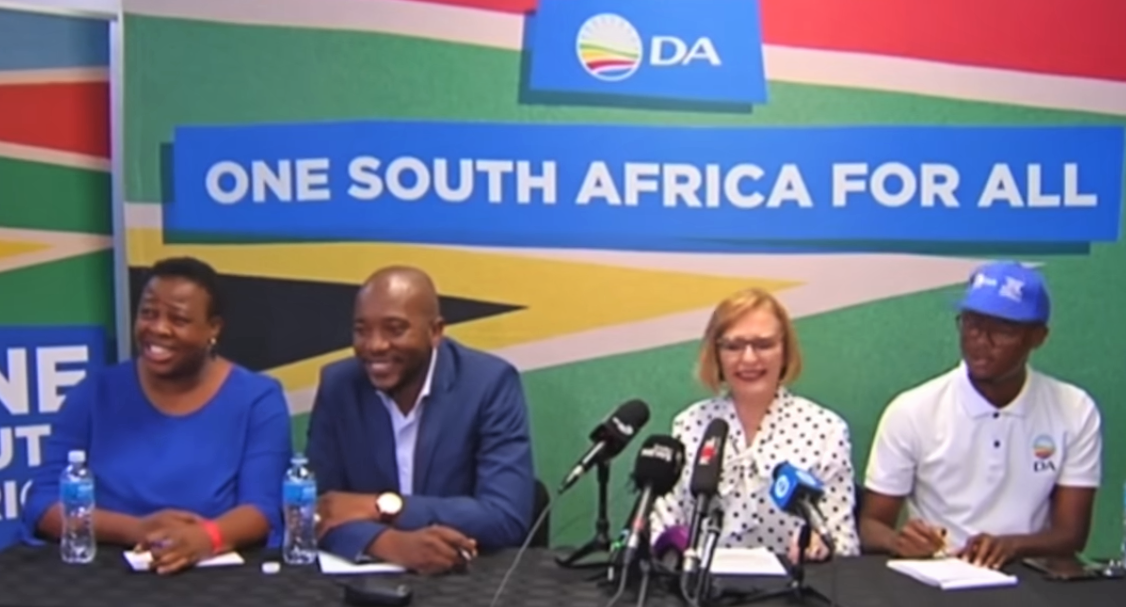
Maimane anunciando Zille como o novo presidente do conselho federal em 20 de outubro de 2019.

Em 20 de outubro de 2019, Helen Zille foi eleita presidente do conselho federal, um cargo de alto escalão no DA. Maimane anunciou sua renúncia como líder federal do DA em 23 de outubro, encerrando meses de especulação de que seria destituído do cargo de líder do partido após o declínio do partido nas eleições gerais de 2019. Em seu discurso de renúncia, Maimane disse que "apesar de meus melhores esforços, o DA não é o veículo mais adequado para levar adiante a visão de construir uma África do Sul para todos". Maimane se ofereceu para permanecer como líder parlamentar até o final de 2019. O presidente federal Athol Trollip também renunciou ao cargo. Maimane renunciou ao cargo de deputado e membro do partido em 24 de outubro. John Steenhuisen o sucedeu como líder parlamentar e líder federal interino.

### Atualmente
Em 2020, Maimane lançou o One South Africa Movement (OSAM), uma organização cívica. Ele acrescentou que não formará um novo partido político ao contrário de seu ex-colega Mashaba. No entanto, devido ao lento processo de reforma eleitoral na África do Sul, fundou em setembro de 2022 ele fundou o partido político Build One South Africa e atualmente atua como líder do partido.

## Vida pessoal
Maimane é casado com Natalie Maimane desde 2005. Eles têm três filhos juntos. Em 2022, Maimane tornou-se acionista e sócio da casa de investimentos SiSebenza.